# Južni mamut
Južni mamut (latinski: Mammuthus meridionalis, sinonimi: Archidiskodon nebrascensis, Archidiskodon scotti, alternativni nazivi: Archidiscodon meridionalis, Archidiskodon meridionalis, Elephas meridionalis, Euelephas meridionalis) izumrla je vrsta sisavaca iz porodice Elephantidae. U suvremenoj taksonomiji definiran je kao pripadnik roda Mammuthus. Talijanski paleontolog Filippo Nesti je prvi put opisao ovu vrstu 1925. godine te je isprva pretpostavljao da ova vrsta ima bliži odnos sa suvremenim slonovima, stoga je dao ovoj vrsti ime Elephas meridionalis.

## Opći opis
Ova vrsta imala je relativno široke bočne zube i zavijene kljove duge gotovo četiri metra karakteristične za mamute. Najviše jedinke su dostizali visinu od četiri metara. Nije poznato je li je južni mamut imao krzno kao njegove kasnije srodne vrste.
Južni mamut bio je jedan od drevnijih vrsta mamuta te je živio u ranome pleistocenu prije 2.6 – 0.7 milijuna godina. Južni mamut je prva vrsta mamuta koja je napustila afričku domovinu. Počeo je naseljavati Euroaziju prije oko 1.5 milijuna godina, a do Sjeverne Amerike je došao preko prirodnoga kopnenoga mosta. Američki ogranak se zove carski mamut (Mammuthus imperator), od kojega potječe kolumbijski mamut (Mammuthus columbi). Kasnije se iz južnoga mamuta razvilo više vrsta, među kojima je najveći stepski mamut (Mammuthus trogontherii, ponekad Mammuthus armeniacus). Paleontolozi smatraju da su predci južnoga mamuta bile dvije afričke vrste, afrički mamut (Mammuthus africanavus) i južnoafrički mamut (Mammuthus subplanifrons). Staništa južnoga mamuta su bila otvorena šumska prostranstva Euroazije i Sjeverne Amerike gdje je prije oko 2 milijuna godina bila prisutna umjerena klima.

## Izlošci
Trenutno je otkriveno sedam relativno cjelovitih kostura južnoga mamuta, od kojih je pet izloženo u sastavljenome obliku, s djelomičnom rekonstrukcijom, u raznim muzejima u Europi. Tri kostura su izložena u ruskima muzejima, dva u talijanskima i po jedan u francuskima i srpskima muzejima.
| Fotografija | Godina otkrića | Mjesto otkrića                                                      | Mjesto na kojem je izložen                                        | Opis                        |
| ----------- | -------------- | ------------------------------------------------------------------- | ----------------------------------------------------------------- | --------------------------- |
|             | 1825.          | Italija                                                             | Nacionalni muzej paleontologije, Pariz                            | Čitavi montirani kostur     |
|             | 1941.          | okolica Prymorska, Zaporoška oblast, Ukrajina                       | Zoološki muzej zoološkoga instituta RAZ, Sankt-Peterburg, Rusija  | Čitavi montirani kostur     |
|             |                | Gruzija                                                             | Tbiliski institut paleobiologije                                  | Fragmenti kostura           |
|             | 1962.          | Georgievski kamenolom, Stavropoljski kraj, Rusija                   | Stavropoljski muzej lokalne povijesti                             | Čitavi montirani kostur     |
|             | 2007.          | Stavropoljski kraj, Rusija                                          | Stavropoljski muzej lokalne povijesti                             | Čitavi montirani kostur     |
|             | 1953.          | okolica Figline Valdarna, Toskana, Italija                          | La Specola, Firenca, Italija                                      | Čitavi montirani kostur     |
|             | 1954.          | Scoppito, Italija                                                   | Nacionalni muzej Abruzza, L'Aquila, Italija                       | Čitavi montirani kostur     |
|             |                |                                                                     | Paleontološki muzej u Montevarchiju, Montevarchi, Arezzo, Italija | Fragmenti kostura           |
|             | 2001.          | Zapadna padina planine Dairmandag u blizini Mingečaura, Azerbajdžan | Prirodoslovni muzej Hasan bej Zardabi, Baku, Azerbajdžan          | lubanji i fragmenti kosutra |
|             | 2009.          | Kostolac, Srbija                                                    | Arheološki institut Srbije, Beograd                               | Čitavi kostur               |
|             | 2013.          | Verhni Kurp, Kabardino-Balkarija, Rusija                            |                                                                   | Iskopan                     |

## Podvrste
- Mammuthus meridionalis gromovi
- Mammuthus meridionalis meridionalis
- Mammuthus meridionalis vestinus

## Galerija
- Južni mamut izložen u Muséum national d'histoire naturelle, Pariz
- Kutnjak južnoga mamuta
- Kljove južnoga mamuta
- Ostaci južnoga mamuta pronađeni u Mingečauru izloženi u Muzej povijesti Mingečaura, Mingečaur
- Kostur južnoga mamuta u Zoološkome muzeju Sankt-Peterburga